# Robertsfors (comune)
Robertsfors è un comune svedese di 6 866 abitanti, situato nella contea di Västerbotten. Il suo capoluogo è la cittadina omonima.

## Località
Nel territorio comunale sono comprese le seguenti aree urbane (tätort):
- Robertsfors
- Ånäset
- Bygdeå